# لنوین
لنوین (به فرانسوی: Lanvin) شرکت کالای لوکس و طراحی مد فرانسوی است، که در زمینه طراحی و تولید پوشاک، جواهرآلات و عطر فعالیت می‌نماید.
شرکت لنوین در سال ۱۸۸۹ توسط جین لنوین راه‌اندازی شد و در حال حاضر متعلق به شرکت لورئال می‌باشد. دفتر مرکزی این شرکت در شهر پاریس قرار دارد.